# Віллем ван Аутгорн
Віллем ван Аутгорн (нід. Willem van Outhoorn; 4 травня 1635 — 27 жовтня 1720) — шістнадцятий генерал-губернатор Голландської Ост-Індії.

## Біографія
Віллем ван Аутгорн народився в колоніях. Він був сином торговця Корнеліса Віллємса ван Аутгорна, співробітника Голландської Ост-Індійської компанії (VOC)  В дитинстві він переїхав до Європи, де вивчав право в Лейденському університеті. 28 жовтня 1657 року він здобув вищу юридичну освіту.
Через два роки він повернувся в Батавію, де залишився жити до кінця свого життя. Він був членом Ради Юстиції і Ради індій, а в 1689 році став генеральним директором.
17 грудня 1690 року він був призначений новим генерал-губернатором, набув повноважень 24 вересня 1691 року. Під час його управління не відбувалося яких-небудь визначних подій.
Віллем ван Аутгорн запам'ятався як слабкий керівний, що не зміг протистояти зростанню корупції в колоніальному апараті. В 1693 році французи захопили Пудучеррі. Під кінець його терміну помер сусунхан Матараму Аманґкурат II, після смерті якого почалася довга боротьба між претендентами на престол, одним з яких був Раден Мас Саїд. Боротьба тривала до 1755 року. VOC скористалась цим, щоб встановити владу над Джок'якартою.
Після десяти років перебування на посаді, ван Аутгорн подав у відставку за власним бажаням. 15 серпня 1704 він офіційно передав повноваженя Йоану ван Горну. Йому дозволили прожити решту життя в губернаторській резиденції в Батавії, де він і помер 27 жовтня 1720 року.